# Berkes Bence
Berkes Bence (Budapest, 1988. november 2. –) magyar szinkronszínész. Jellegzetes hangját először a Harry Potter-filmek Ron Weasley-jéhez kapcsolják. Számos sorozatban és TV-filmben is hallhatjuk. Sok animében is vállalt szinkronszerepet. 2013 decemberéig a megújult KidsCo gyermekcsatorna magyar hangja volt.
Édesapja Berkes Gábor zenész, zeneszerző, producer, az Első Emelet frontembere. Testvére Berkes Boglárka szinkronszínész.
2025-ben megjelent több álhírrel ellentétben nem tagja semmilyen politikai pártnak sem, ezt a színész a saját Facebook oldalán közölte.

## Filmes szinkronszerepek
| Év   | Cím                                                 | Szerep                     | Színész           |
| ---- | --------------------------------------------------- | -------------------------- | ----------------- |
| 2001 | Harry Potter és a bölcsek köve                      | Ron Weasley                | Rupert Grint      |
| 2002 | Harry Potter és a Titkok Kamrája                    | Ron Weasley                | Rupert Grint      |
| 2002 | Császárok klubja                                    | Deepak Mehta               | Rishi Mehta       |
| 2004 | Harry Potter és az azkabani fogoly                  | Ron Weasley                | Rupert Grint      |
| 2005 | Harry Potter és a Tűz Serlege                       | Ron Weasley                | Rupert Grint      |
| 2006 | Sofőrlecke                                          | Ben Marshall               | Rupert Grint      |
| 2006 | Rém rom                                             | Chowder                    | Sam Lerner        |
| 2007 | Dan és a szerelem                                   | Gus                        | Seth D’Antuono    |
| 2007 | Titkok szigete                                      | Oliver                     | Lasse Borg        |
| 2007 | Harry Potter és a Főnix Rendje                      | Ron Weasley                | Rupert Grint      |
| 2008 | Harry Potter és a Félvér Herceg                     | Ron Weasley                | Rupert Grint      |
| 2008 | Keith                                               | Keith Zetterstrom          | Jesse McCartney   |
| 2009 | A nővérem húga                                      | Taylor Ambrose             | Thomas Dekker     |
| 2010 | Harry Potter és a Halál Ereklyéi 1. rész            | Ron Weasley                | Rupert Grint      |
| 2011 | Harry Potter és a Halál Ereklyéi 2. rész            | Ron Weasley                | Rupert Grint      |
| 2012 | 21 Jump Street – A kopasz osztag                    | Billiam Willingham         | Johnny Simmons    |
| 2012 | Hotel Transylvania – Ahol a szörnyek lazulnak       | Jonatán                    | Andy Samberg      |
| 2012 | Mavericks – Ahol a hullámok születnek               | Blond                      | Devin Crittenden  |
| 2013 | Lego Batman: A film                                 | Robin                      | Charlie Schlatter |
| 2013 | Spongyabob (PARÓDIA) - A papír                      | Spongyabob/Spongyaszar     |                   |
| 2014 | Az útvesztő                                         | Minho                      | Ki Hong Lee       |
| 2014 | A beavatott                                         | Ezra                       | Will Blagrove     |
| 2015 | Az útvesztő: Tűzpróba                               | Minho                      | Ki Hong Lee       |
| 2015 | Hotel Transylvania 2. – Ahol még mindig szörnyen jó | Jonatán                    | Andy Samberg      |
| 2016 | Jégkorszak - A nagy bumm                            | Julian                     | Adam DeVine       |
| 2017 | Csak egy átlagos suli                               | Wes                        | Alex Barima       |
| 2018 | Az útvesztő: Halálkúra                              | Minho                      | Ki Hong Lee       |
| 2022 | Hazudj velem                                        | a fiatal Stéphane Belcourt | Jérémy Gillet     |

## Sorozat-szinkronszerepek
| Év         | Cím                                                                           | Szerep                      | Színész               |
| ---------- | ----------------------------------------------------------------------------- | --------------------------- | --------------------- |
| 2001       | Lizzie McGuire                                                                | David Zephyr "Gordo" Gordon | Adam Lamberg          |
| 2009       | A semmi közepén                                                               | Axl Heck                    | Charlie McDermott     |
| 2011       | Tényleg Maddy! (Really Me!)                                                   | Trent                       | Nathan Mcleod         |
| 2010       | Sherlock: A vak bankár                                                        | Raz                         | Jack Bence            |
| 2009       | Sonny a sztárjelölt                                                           | Nico                        | Jack Bence            |
| 2009       | Zack és Cody a fedélzeten                                                     | Marcus                      | Doc Shaw              |
| 2009-      | Született szinglik (Cougar Town)                                              | Travis Cobb                 | Dan Byrd              |
| 2007       | Sarah Jane kalandjai                                                          | Luke Smith                  | Tommy Knight          |
| 2007       | Szörfsuli                                                                     | Charley Prince              | Lachlan Buchanan      |
| 2010       | Nevelésből elégséges (Raising Hope)                                           | Jimmy Chance                | Lucas Neff            |
| 2011       | Zsenipalánták                                                                 | Cameron                     | Carlon Jeffery        |
| 2012       | Szellemdoktor (A Gifted Man)                                                  | Steven Tucker               | Austin Williams       |
| 2013       | A specialista                                                                 | Alex                        | Sergey Leskov         |
| 2014       | Gotham                                                                        | Jerome Valeska              | Cameron Monaghan      |
| 2014       | Az elnök embere : Fogságba vetve (Madam Secretary : Pilot)                    | Ethan Cole                  | Scott Lindley         |
| 2015       | A titkok könyvtára: A hármas törvénye (The Librarians: And the Rule of Three) | Jonah                       | Tom Dang              |
| 2016       | Alex és bandája                                                               | Samuele „Sam” Costa         | Federico Russo        |
| 2016       | Evermoor titkai                                                               | Otto (20. résztől)          | Sammy Moore           |
| 2016-      | Cobra 11                                                                      | Finn Bartels                | Lion Wasczyk          |
| 2017       | 11                                                                            | Dedé                        | Luan Brum             |
| 2017- 2018 | Blöff                                                                         | Charlie Cavendish-Scott     | Rupert Grint          |
| 2018       | Doktor Murphy : Semmi nem elég                                                | Blake                       | Graham Patrick Martin |
| 2021       | Kitz titkai : Visszaszámlálás                                                 | Wirsing                     | Laurenz Winklhofer    |
| 2021       | X generáció                                                                   | Bo                          | Marwan Salama         |

## Anime- és rajzfilmszinkronszerepek
| Cím                                              | Karakter                              | Eredeti Szinkron (japán / francia / angol)                                                                       |
| ------------------------------------------------ | ------------------------------------- | --- |
| A Lyoko Kód                                      | Odd Della Robbia                      | Raphaëlle Lubansu (francia - 1-4. évad) Christophe Caballero (angol - 1. évad) Matthew Géczy (angol - 1-4. évad) |
| A Lyoko Kód – Evolúció                           | Odd Della Robbia                      | Gulliver Bevernaege                                                                                              |
| B-Daman                                          | Grey Michael Vincent                  | Tai Yuuki/Dave Wittenberg                                                                                        |
| BeyWheelz                                        | David                                 | |
| Blood+                                           | Haji '12 éves korában'                | Shindoh Naomi/Jeannie Elias                                                                                      |
| Bubbi Guppik                                     | Gil                                   | |
| Conan, a detektív                                | Maehara Takeshi (#027.)               | |
| Flamingó kapitány                                | Otto                                  | |
| Fullmetal Alchemist – A bölcsek kövének nyomában | Harag                                 | Mizuki Nana/Luci Christian                                                                                       |
| Fullmetal Alchemist – Shamballa hódítója         | Harag                                 | Mizuki Nana/Luci Christian                                                                                       |
| Gumball csodálatos világa                        | Alan, a lufi (2. évad) Ocho (2. évad) | Kerry Shale/Hugo Harold-Harrison                                                                                 |
| Tini titánok                                     | Gizmo                                 | |
| Pókember elképesztő kalandjai                    | Sam Alexander / Nova                  | |
| Inazuma Eleven                                   | Maxwell „Max” Carson                  | Yūki Kodaira |
| InuYasha                                         | Kohaku (halála előtt)                 | Yajima Akiko/Alex Doduk                                                                                          |
| Léna farmja                                      | Hugo                                  | |
| MegaMan NT Warrior                               | Tory Froid (Tohru Hikawa)             | Watanabe Kumiko/Reece Thompson                                                                                   |
| Max Steel (televíziós sorozat, 2013)             | Max                                   | |
| Naruto (Animax)                                  | Mizura                                | Aoyama Touko/Brian Beacock                                                                                       |
| Sárkányok (Dreamworks)                           | Takonypóc                             | |
| Star Wars: Lázadók                               | Ezra Bridger                          | Taylor Gray |
| Slayers Next                                     | Phibrizzo, a pokol szolgája           | Ikura Kazu/Vinnie Penna                                                                                          |
| Totoro – A varázserdő titka                      | Kanta                                 | Amagasa Toshiyuki/Kenneth Hartman                                                                                |
| Tsubasa kapitány                                 | Aoi Shingo                            | Morikubo Showtaro                                                                                                |
| Űrzavar                                          | Valerian                              | |
| Gorcsok és Gumblik                               | Glob                                  | Jessica Gee-George                                                                                               |
| Boku No Hero Academia                            | Minoru Mineta                         | Ryō Hirohashi |
| Murder Drones                                    | Serial Designation N                  | Michael Kovach                                                                                                   |